# جان لومبارد
جان لومبارد (بالفرنسية: Jean Lombard)‏ (26 سبتمبر 1854، تولون في فرنسا - 17 يوليو 1891)؛ روائي فرنسي.